# أكيرا هاماساكي
أكيرا هاماساكي (باليابانية: 浜下 瑛) (مواليد 5 يوليو 1995) هو لاعب كرة قدم ياباني.

## وصلات خارجية
- أكيرا هاماساكي على موقع رابطة كرة القدم اليابانية للمحترفين (اليابانية)
- أكيرا هاماساكي على موقع قاعدة بيانات كرة القدم.إي يو (الإنجليزية)
- أكيرا هاماساكي على موقع Soccerway.com (الإنجليزية)
- أكيرا هاماساكي على موقع عالم كرة القدم.نت (الإنجليزية)